# Jezioro Piotrkowskie (powiat gnieźnieński)
Jezioro Piotrkowskie – jezioro w woj. wielkopolskim, w powiecie gnieźnieńskim, w gminie Gniezno, leżące na terenie Pojezierza Gnieźnieńskiego.

## Dane morfometryczne
Powierzchnia zwierciadła wody według różnych źródeł wynosi od 47,5 ha do 52,1 ha. 
Zwierciadło wody położone jest na wysokości 94,8 m n.p.m. lub 95,1 m n.p.m. Średnia głębokość jeziora wynosi 3,4 m, natomiast głębokość maksymalna 7,9 m.
W oparciu o badania przeprowadzone w 2001 roku wody jeziora zaliczono do III klasy czystości.

## Hydronimia
Według urzędowego spisu opracowanego przez Komisję Nazw Miejscowości i Obiektów Fizjograficznych (KNMiOF) nazwa tego jeziora to Jezioro Piotrkowskie. W różnych publikacjach i na mapach topograficznych jezioro to występuje pod nazwą Jezioro Piotrowskie.